# Yaoxu (sockenhuvudort i Kina, Jiangxi Sheng, lat 28,11, long 116,79)
Yaoxu är en sockenhuvudort i Kina. Den ligger i provinsen Jiangxi, i den sydöstra delen av landet, omkring 110 kilometer sydost om provinshuvudstaden Nanchang. Antalet invånare är 11 665. Befolkningen består av 5 507 kvinnor och 6 158 män. Barn under 15 år utgör 22,0 %, vuxna 15-64 år 71 %, och äldre över 65 år 6,0 %.
Runt Yaoxu är det ganska tätbefolkat, med 192 invånare per kvadratkilometer. Närmaste större samhälle är Yujiangxian, 11,2 km norr om Yaoxu. I omgivningarna runt Yaoxu växer huvudsakligen savannskog.
Genomsnittlig årsnederbörd är 2 491 millimeter. Den regnigaste månaden är juni, med i genomsnitt 454 mm nederbörd, och den torraste är oktober, med 26 mm nederbörd.